# Doménica González
Doménica González (ur. 12 lutego 1996 w Guayaquil) – ekwadorska tenisistka, finalistka juniorskiego French Open 2013 w grze podwójnej.
Zadebiutowała pod koniec 2009, wygrywając juniorski turniej w rodzinnym Guayaquil. W sierpniu 2010 po raz pierwszy wystąpiła w seniorskich rozgrywkach ITF. W listopadzie dotarła do finału imprezy w Quito, gdzie przegrała ze swoją rodaczką Marie Elise Casares. Przez większość roku 2011 występowała w turniejach juniorskich, wygrywając m.in. w Caracas czy Porto Alegre. W listopadzie odniosła swój pierwszy sukces w turnieju rangi ITF – w brazylijskim Salvador pokonała Gabrielę Cé 3:6, 6:3, 6:2. Na początku czerwca 2013 dotarła do finału gry podwójnej dziewcząt podczas French Open. González i jej partnerka, Beatriz Haddad Maia, przegrały z Barborą Krejčíkovą i Kateřiną Siniakovą 5:7, 2:6. W październiku tego samego roku González, grając w parze z Camilą Silvą, wygrała dwa turnieje ITF.
Reprezentantka Ekwadoru w Pucharze Federacji.

## Wygrane turnieje rangi ITF
| turnieje z pulą nagród 100 000 $ |
| turnieje z pulą nagród 75 000 $  |
| turnieje z pulą nagród 50 000 $  |
| turnieje z pulą nagród 25 000 $  |
| turnieje z pulą nagród 15 000 $  |
| turnieje z pulą nagród 10 000 $  |

### Gra pojedyncza
|    | Data       | Turniej  | ($)    | Naw.   | Finalistka  | Wynik         |
| 1. | 13/11/2011 | Salvador | 10 000 | twarda | Gabriela Cé | 3:6, 6:3, 6:2 |

### Gra podwójna
|    | Data       | Turniej | ($)    | Naw.   | Partnerka    | Finalistki                                      | Wynik    |
| 1. | 18/10/2013 | Pereira | 10 000 | ziemna | Camila Silva | Sofía Múnera Sánchez Szabina Szlavikovics       | 6:4, 6:2 |
| 2. | 25/10/2013 | Bogota  | 10 000 | twarda | Camila Silva | Anna Katalina Alzate Esmurazaeva Jade Schoelink | 6:2, 6:4 |

## Finały juniorskich turniejów wielkoszlemowych

### Gra podwójna (1)
| Końcowy wynik | Rok  | Turniej     | Nawierzchnia | Partnerka           | Przeciwniczki                         | Wynik finału |
| Finalistka    | 2013 | French Open | Ceglana      | Beatriz Haddad Maia | Barbora Krejčíková Kateřina Siniaková | 5:7, 2:6     |